# Vardanes (filho de Naspades)
Vardanes (em latim: Vardanes; em grego: Βαρδάνης; romaniz.: Bardánēs; em parta: *Vardān), dito filho de Naspades (em persa médio: ī *Nāšbed(a)gān; em parta: *Nāšbed(a)gān; em grego clássico: Νασπαδιγαν; romaniz.: Naspadigan), foi um dignitário persa do século III, ativo durante o reinado do xainxá Sapor I (r. 240–270).

## Nome
Vardanes (Βαρδάνης, Bardánēs) ou Vardânio (em latim: Vardanius; em grego: Βαρδάνιος, Bardánios) é a forma latina do persa médio Vardã (*Wardān), que pode ter derivado do parta vard- (em iraniano antigo *vr̥da-), "rosa", ou do iraniano antigo vard-, "virar". Foi registrado em grego como Ordanes (Ὀρδάνης, Ordánēs), Ordones (Ὀρδωνης, Ordōnēs) e Uardanes (Οὐαρδάνες, Ouardánēs), em aramaico de Hatra (wrdn) e armênio como Vardã (Վարդան, Vardan) e em georgiano como Vardã (em georgiano: ვარდან), Vardan) e Vardém (ვარდენ, Varden). Durante o Império Bizantino, por vezes foi usado como sinônimo do aparentado Bardas, a helenização do armênio Varde.

## Vida
Vardanes é conhecido apenas a partir da inscrição Feitos do Divino Sapor segundo a qual era filho de Naspades (nada mais se sabe sobre seu pai). Aparece numa lista de dignitários da corte na sexagésima sexta posição dentre os 67 dignitários.